# Черкаси (станція)
Черка́си — проміжна залізнична станція 1-го класу Шевченківської дирекції Одеської залізниці на частково електрифікованій лінії Золотоноша I — Імені Тараса Шевченка. Розташована у місті Черкаси Черкаської області за адресою: вулиця Володимира Ложешнікова, 1.

## Історія
Своєму відкриттю станція завдячує розвитку цукрової промисловості в регіоні, а саме заводам Бобринських та значним врожаям зернових культур.
Станція відкрита 1876 року. Будівля вокзалу була дерев'яним бараком на півтора десятки місць для очікування поїздів, який був обладнаний самоваром та буржуйкою, що було на той час мірилом комфорту.
Наприкінці XIX століття залізниця пролягала безпосередньо через місто Черкаси, по діагоналі через кути перехресть вулиць Надпільної — Пастерівської та бульвару Шевченка — вулиці Кривалівська, і продовжувалась далі сучасною вулицею Припортовою до пристані на річці Дніпро. Кінцевою зупинкою тоді була залізнична станція Черкаси-Пристань, від якої також йшло відгалуження до цукрового заводу. Лінія між двома станція використовувалась для міських перевезень пасажирів, що заміняло черкащанам трамвай.
У 1913—1914 роках залізничний вокзал був повністю реконструйований.
До 1914 року станція Черкаси Фастівської залізниці була тупиковою. З введенням в експлуатацію дільниці Золотоноша I — Черкаси у 1914 році, станція отримала статус транзитної.
1952 року, за два роки до утворення Черкаської області, був розроблений проєкт будівництва нового вокзального комплексу. Це був перший проєкт в СРСР, коли при будівництві залізничного вокзалу враховувалось зведення і автобусної станції. Спочатку роботи планувалось закінчити до 40-річчя Жовтневого перевороту, але при розбудові нового обласного центру всі зусилля були спрямовані на розвиток промисловості. Тому будівництво вокзалу розпочали лише у березні 1961 року. Підрядником виступила 8-а будівельна дільниця тресту «Одесатрансбуд», будівництво відбувалось за проєктом архітектора «Київдіпротрансу» Леоніда Чуприни. Нову будівлю вокзалу відкрили 5 листопада 1963 року.

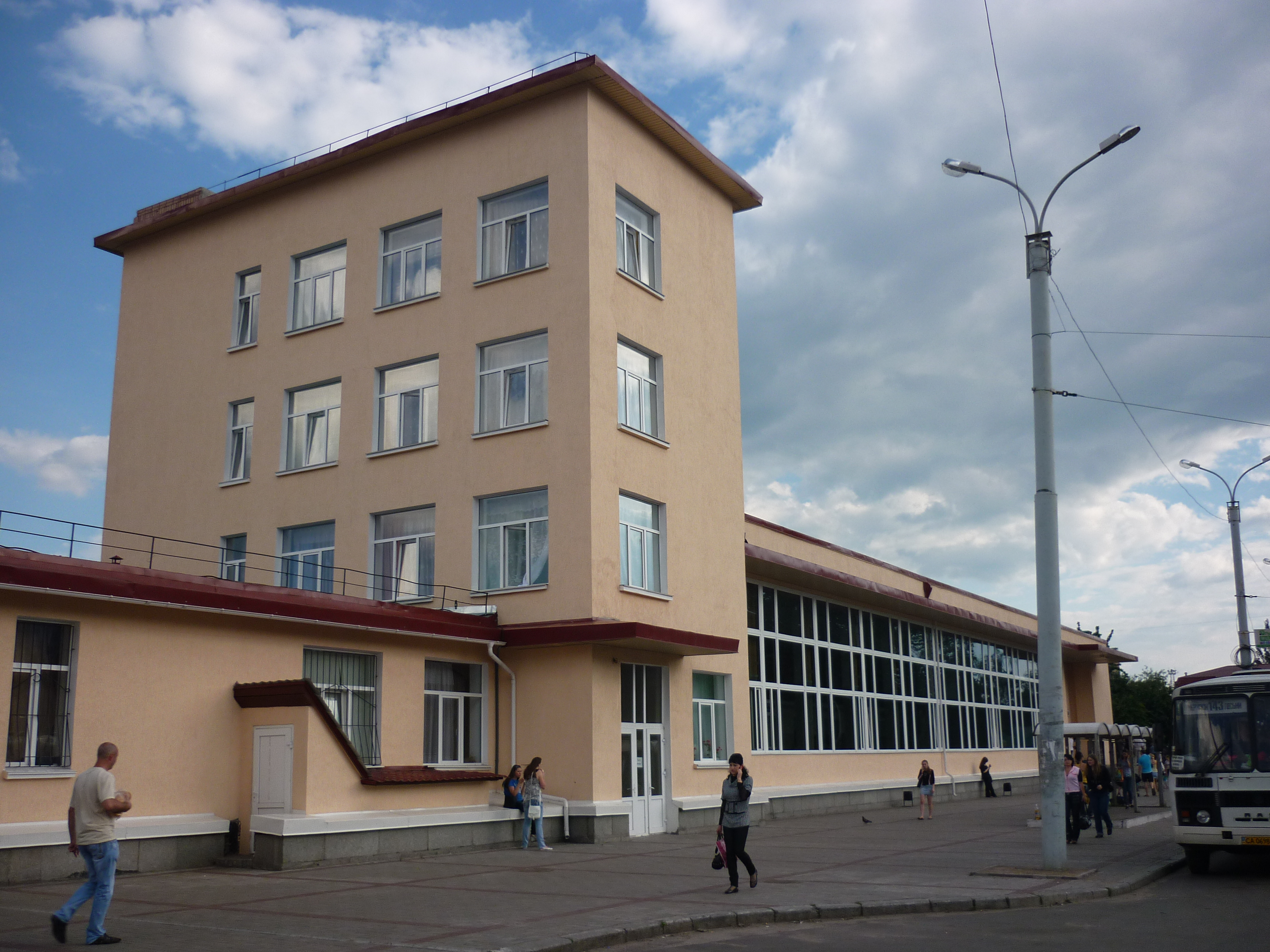
Залізничний вокзал
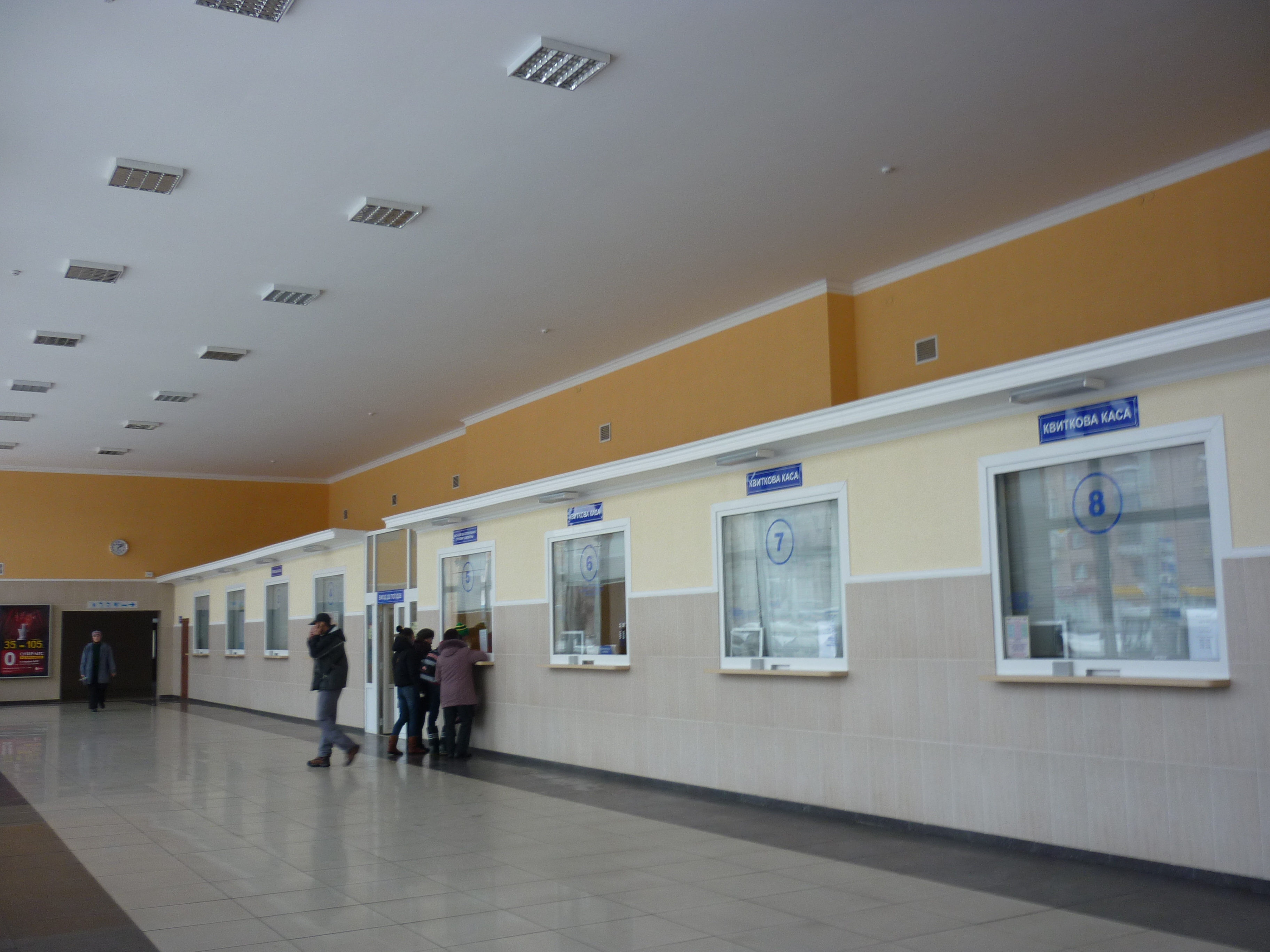
Квиткові каси
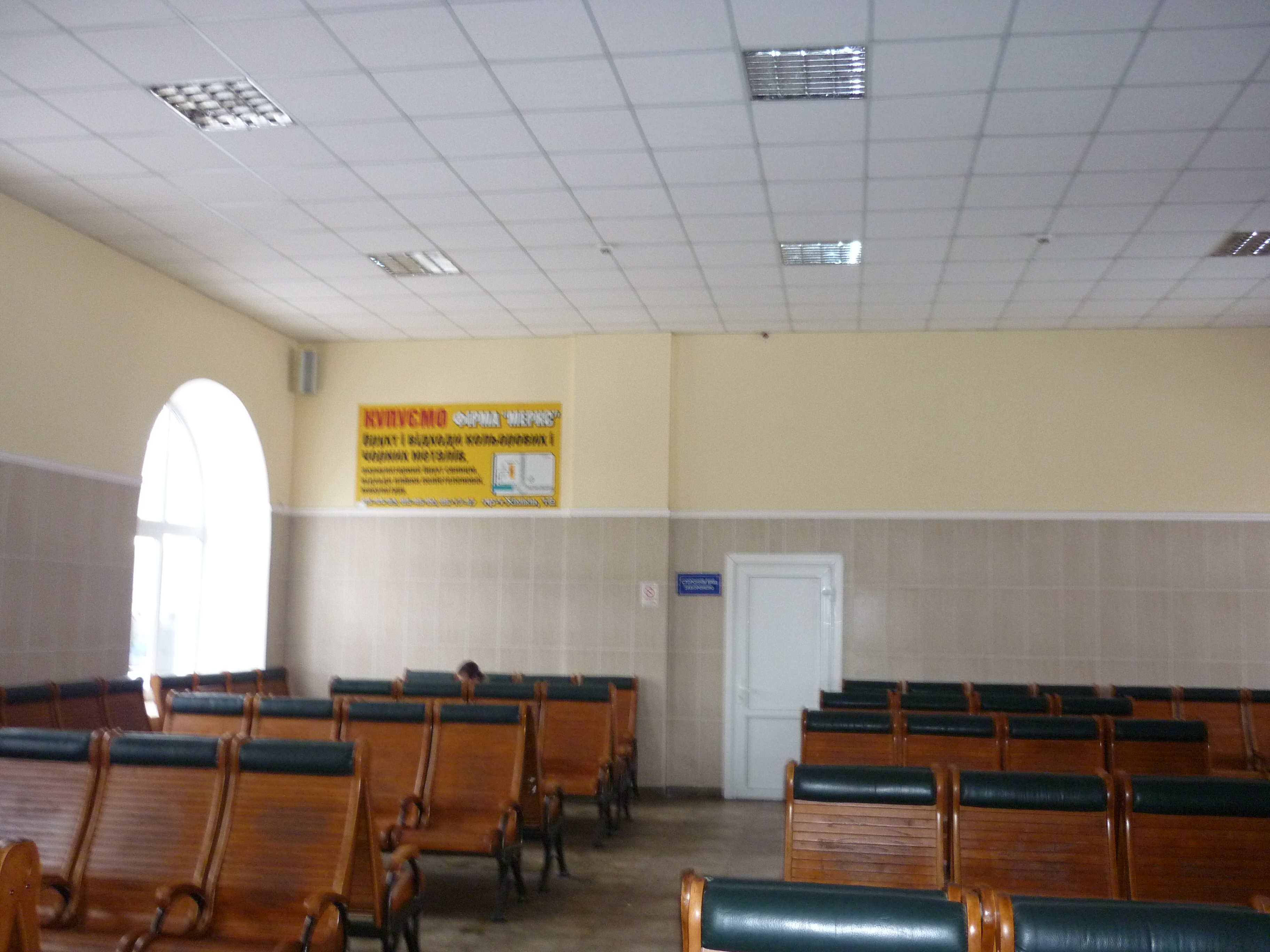
Зал чекання

29 березня 2018 року розпочато у касах залізничного вокзалу продаж проїзних документів на автобусні рейси внутрішнього і міжнародного сполучення.
23 вересня 2020 року здійснив перший рейс дизель-поїзд ДПКр-3 виробництва Крюківського вагонобудівного заводу за маршрутом Імені Тараса Шевченка (м. Сміла)  — Черкаси. Загалом цей поїзд обслуговував чотири пари рейсів на цьому маршруті. Розклад руху цих регіональних поїздів був призначений таким чином, що у разі потреби пасажири мали можливість здійснити пересадку з/на низку пасажирських та швидкісних поїздів по станції Імені Тараса Шевченка.
У вересні 2020 року повідомлено про проєкт запуску швидкісного експресу між Києвом та Черкасами, який з’явився в контексті можливого виділення фінансів із державного бюджету для «Укрзалізниці» на напрямок «Розвиток швидкісних залізничних коридорів». Зокрема, в програму включено фінансування електрифікації 30 км залізниці від станції Імені Тараса Шевченка до станції Черкаси і відновлення дільниці, яка напряму з'єднає перегін Цвіткове — Сміла, що дозволить швидкісному поїзду не змінювати напрямок руху по станції Імені Тараса Шевченка. Проєкт передбачає електрифікацію залізниці від станції Імені Тараса Шевченка до міста Черкаси і дозволить запустити швидкісні поїзди «Інтерсіті» на маршруті Київ — Черкаси з орієнтовним часом ходу 2 години 45 хвилин, а також відкрити новий маршрут поїздів через станцію Черкаси між Харковом та Львовом. Заплановано на цьому маршруті використовувати двоповерхові поїзди Škoda «City Elefant» EJ 675.
З прийняттям Закону «Про Державний бюджет України на 2021 рік», цей історичний документ вперше враховував потреби перевізника у фінансуванні важливих проєктів з оновлення інфраструктури. Зазначені кошти передбачено спрямувати на модернізацію та електрифікацію залізничної дільниці Черкаси — Імені Тараса Шевченка.
6 серпня 2021 року від станції Черкаси розпочаті роботи з електрифікації 30 км дільниці до станції Імені Тараса Шевченка. Завдяки цьому до Черкас «Укрзалізниця» має намір призначити швидкісні електропоїзди, а час в дорозі до столиці буде займати близько 2,5 годин. Роботи проводять в рамках програми президента Володимира Зеленського «Велике будівництво». Прямі маршрути поїздів далекого сполучення до Кропивницького, Харкова, Львова, Полтави, Тернополя, а також приміських поїздів до станцій Городище, Корсунь, Кам'янка завдяки електрифікації мають нарешті стати доступними.
23 грудня 2021 року, під час прес-конференції, очільник Черкаської ОДА Олександр Скічко повідомив, що перший залізничний експрес за маршрутом Черкаси — Київ вирушить з 1 березня 2022 року.
Станом на 10 січня 2022 року на станції Черкаси змонтована контактна мережа на першій колії від вокзалу.
Наприкінці вересня 2022 року на 90 % виконані роботи з  електрифікації дільниці Імені Тараса Шевченка — Черкаси.
У 2022 році електрифікацію залізниці змінним струмом передбачено продовжити ще на 90 км у напрямку станції Гребінка.
6 січня 2023 року відкритий регулярний рух приміських електропоїздів на електрифікованій дільниці Імені Тараса Шевченка — Черкаси. Перший рейс відкривав електропоїзд ЕР9П-362 «Ятрань» Знам'янського моторвагонного депо.

## Пасажирське сполучення
У вересні 2020 року у Черкасах запустили дизель-поїзд сполученням Черкаси — Імені Тараса Шевченка. Тоді на маршруті презентували новий дизель ДПКр-3. Через 7 місяців ДПКр-3 зняли з маршруту через низький пасажиропотік. У якості заміни маршрут обслуговув рейковий автобус Pesa-620М, який також через декілька місяців припинив обслуговати даний маршрут. Нині замість комфортних дизель-поїздів курсує вагон 2-класу під тепловозною тягою. Згодом стало відомо, що рейковий автобус обслуговує маршрут Київ — Бориспіль-Аеропорт, де збільшився пасажиропотік.
| Рух поїздів по станції Черкаси          |                                                        |                                          |                                                                                   |  |
| №                                       | Маршрут сполучення                                     | Залізниця формування                     | Примітки                                                                          |  |
| Поїзди далекого сполучення              |                                                        |                                          |                                                                                   |  |
| 43/44 «Стефанія Експрес»                | Івано-Франківськ — Черкаси                             | Львівська залізниця                      | З 10 червня 2023 року подовжено маршрут руху поїзда від станції Київ-Пасажирський |  |
| 95/96 «Тясмин»                          | Черкаси — Львів                                        | Одеська залізниця                        | Скасований з 12 грудня 2021 року, курсував через день                             |  |
| 147/148 Хаджибей                        | Київ — Одеса                                           | Одеська залізниця                        | З 10 червня 2023 року відновлений рух поїзда                                      |  |
| 730/729 «Інтерсіті»                     | Київ — Черкаси                                         | Південно-Західна залізниця               | Призначений з 20 січня 2023 року та змінена нумерація поїзда                      |  |
| 782/781 «Інтерсіті»                     | Київ — Черкаси                                         | Південно-Західна залізниця               | Скасований                                                                        |  |
| Регіональні поїзди                      |                                                        |                                          |                                                                                   |  |
| 804/803                                 | Імені Тараса Шевченка — Черкаси                        | Українська залізнична швидкісна компанія | Скасовані                                                                         |  |
| 806/805                                 | Імені Тараса Шевченка — Черкаси                        | Українська залізнична швидкісна компанія | Скасовані                                                                         |  |
| 808/807                                 | Імені Тараса Шевченка — Черкаси                        | Українська залізнична швидкісна компанія | Скасовані                                                                         |  |
| 810/809                                 | Імені Тараса Шевченка — Черкаси                        | Українська залізнична швидкісна компанія | Скасовані                                                                         |  |
| Приміські дизель- та електропоїзди      |                                                        |                                          |                                                                                   |  |
| 6004/6003                               | Імені Тараса Шевченка — Черкаси                        | Одеська залізниця                        |                                                                                   |  |
| 6061/6074                               | Гребінка / Драбове-Барятинське — Імені Тараса Шевченка | Одеська залізниця                        |                                                                                   |  |
| 6064/6063, 6070/6069                    | Імені Тараса Шевченка — Гребінка                       | Одеська залізниця                        |                                                                                   |  |
| 6301/6302                               | Черкаси — Христинівка                                  | Одеська залізниця                        |                                                                                   |  |
| 6355/6356                               | Черкаси — Умань                                        | Одеська залізниця                        |                                                                                   |  |
| 6551/6552/6335                          | Черкаси — Кропивницький                                | Одеська залізниця                        | Призначені з 28 лютого 2023 року                                                  |  |
| 6553/655                                | Черкаси — Знам'янка-Пасажирська                        | Одеська залізниця                        | Призначені з 28 лютого 2023 року                                                  |  |
| 7003/7004 7005/7006 7007/7008 7009/7010 | Черкаси — Імені Тараса Шевченка                        | Одеська залізниця                        |                                                                                   |  |

З 20 січня 2023 року призначений регіональний поїзд «Інтерсіті» сполученням Черкаси — Київ.
З 20 лютого 2023 року пришвидшено рух приміського поїзда № 6355 Черкаси — Умань на 30 хвилин.
З 28 лютого 2023 року призначені нові приміські сполучення із сусідніми регіонами:
- на маршруті Черкаси — Знам'янка призначений новий приміський поїзд № 6553/6554, для якого на станції Імені Тараса Шевченка узгоджена пересадка на приміський поїзд № 6507 Знам'янка — Миронівка;
- призначений новий приміський поїзд № 6551/6552/6335 сполученням Черкаси — Кропивницький, у зворотному напрямку поїзд курсує під № 6336 за маршрутом Кропивницький — Знам'янка.

На маршруті Цвіткове — Знам'янка відбулися такі зміни:
- приміським поїздам № 6510, 6504 Цвіткове — Знам'янка змінено маршрут руху на Миронівка — Черкаси;
- приміським поїздам № 6503, 6507 Знам'янка — Цвіткове подовжено маршрут руху до станції Миронівка[13][14].

З 10 червня 2023 року із запровадженням літнього руху поїздів подовжено маршрут руху поїзда № 43/44 «Стефанія Експрес» від станції Київ-Пасажирський до Черкас, а також відновлено курсування поїзда № 148/147 сполученням Київ — Одеса.

## Галерея

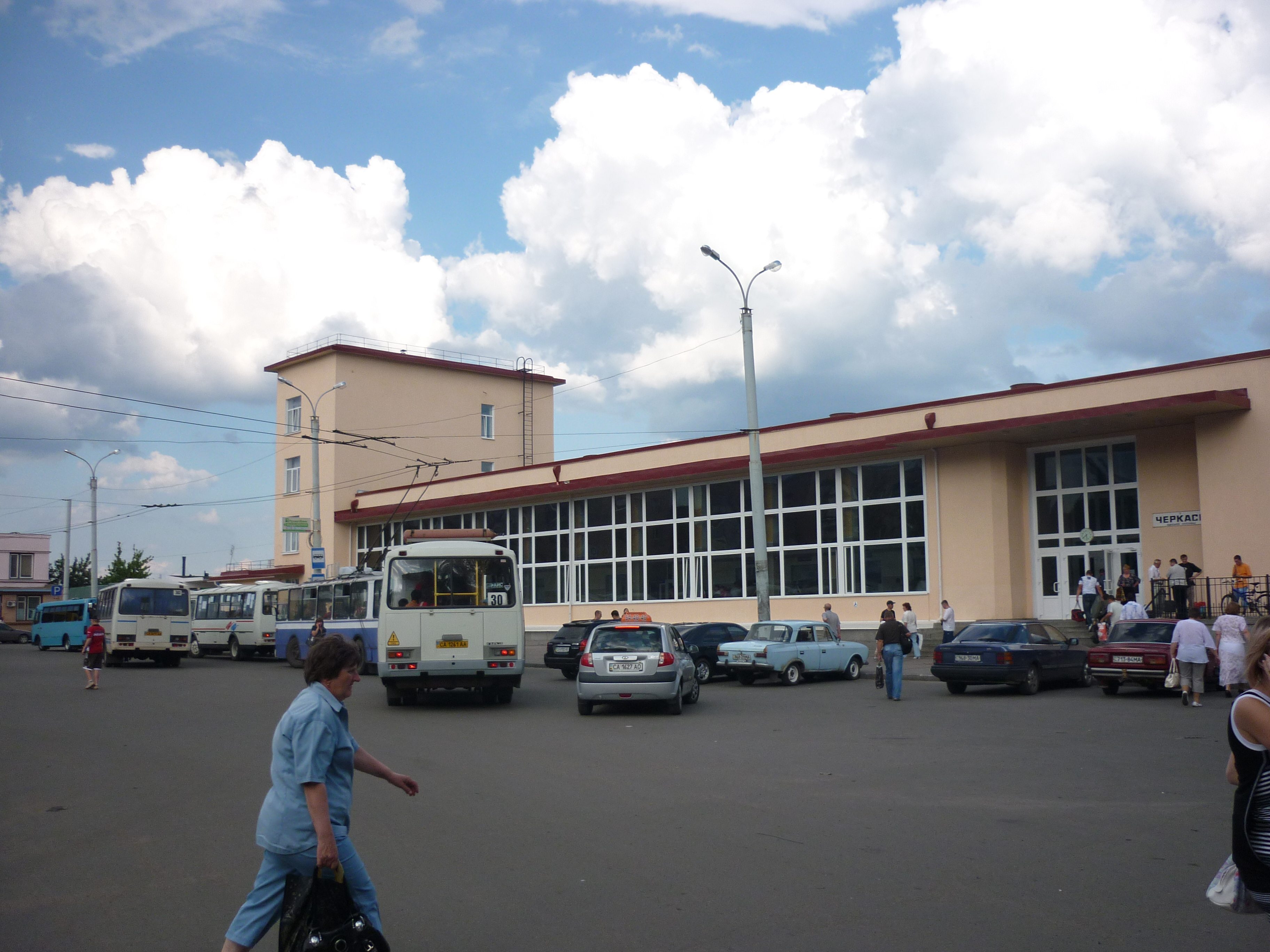
Привокзальна площа
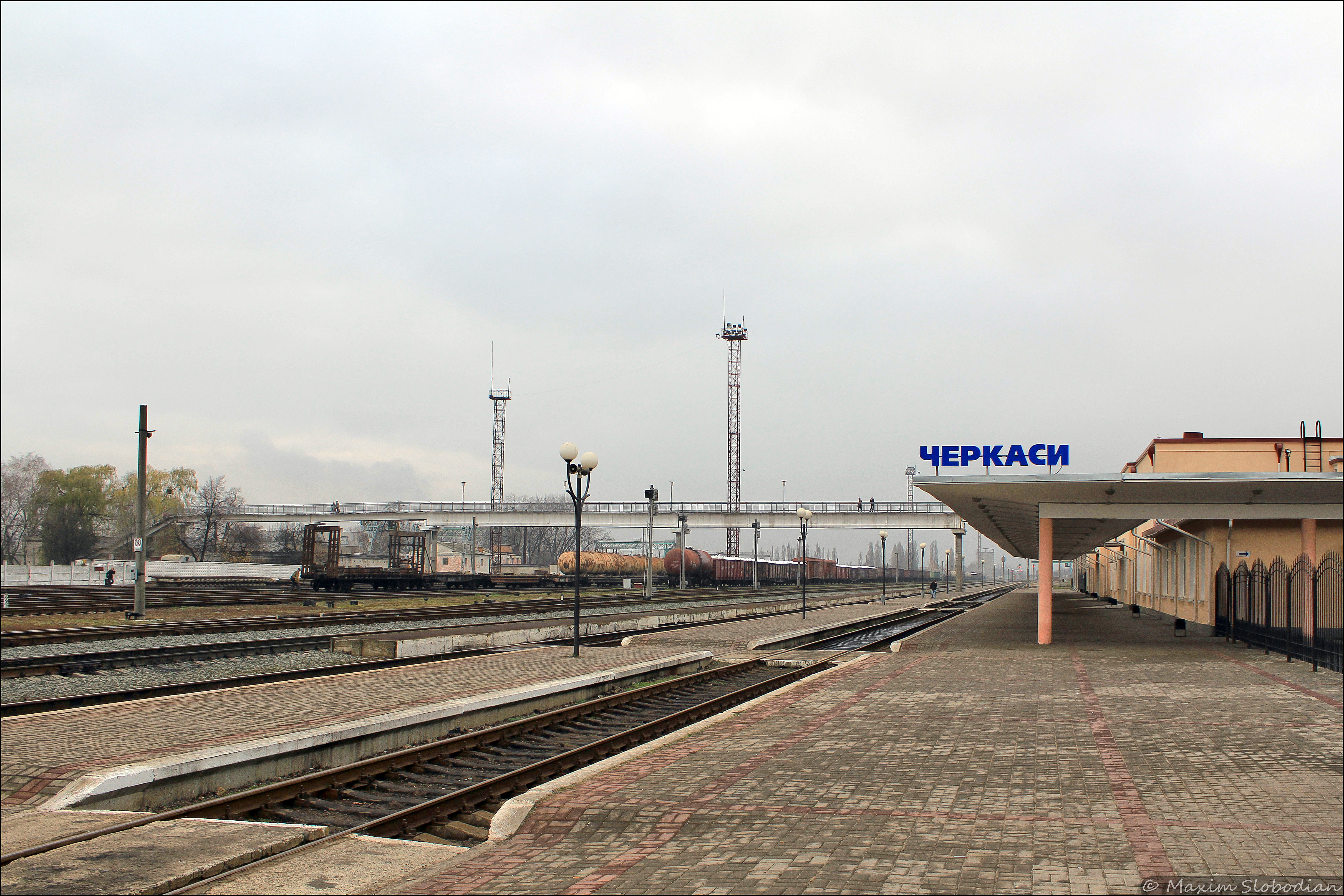
Платформи станції
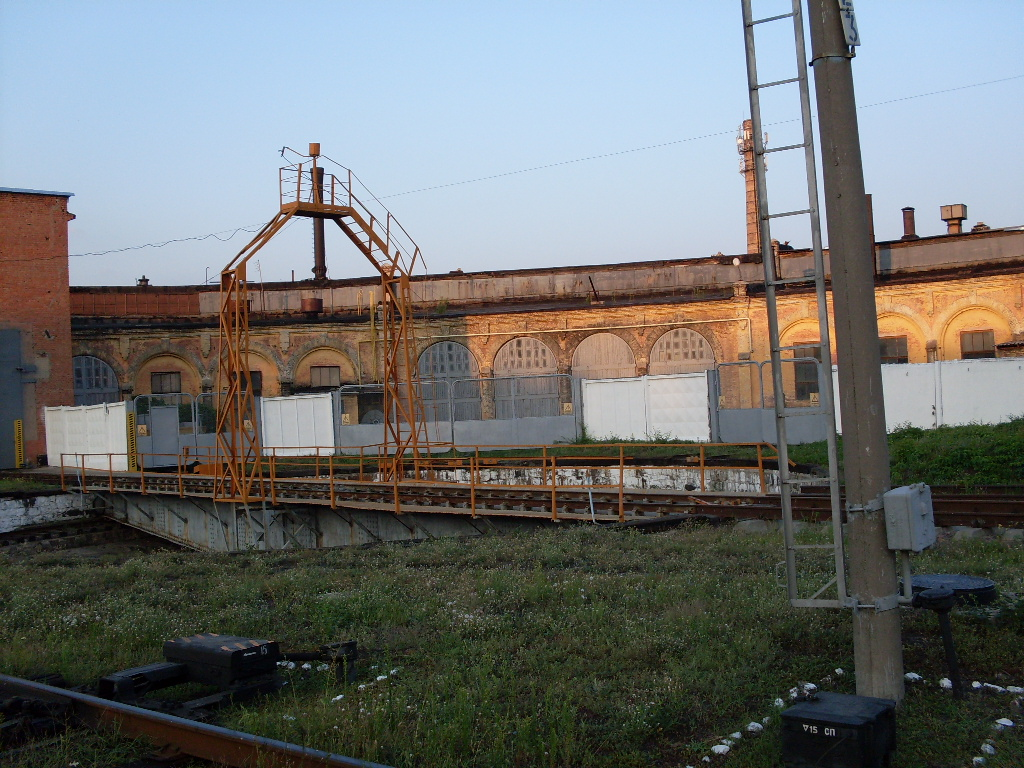
Колишнє локомотивне депо